# Raúl Martínez Ruiz
Raúl Martínez Ruiz (Hermosillo, Sonora; 5 de marzo de 2003) es un futbolista mexicano que juega como defensa central y su equipo actual es el Club Deportivo Guadalajara de la Primera División de México.

## Trayectoria

### Inicios y el Club Deportivo Tapatío
Con 15 años se incorpora a las filas de las fuerzas básicas del Rebaño Sagrado en las cuales paso por todas las categorías, incluyendo la Tercera División.
Haría su debut en la Liga de Expansión MX con la filial del Guadalajara en la primera jornada del Torneo Clausura 2023 entrando de cambio al minuto 62 y sustituyendo a Pável Pérez. Dicho partido lo ganaría su equipo 2 - 0. 
Con el Tapatío lograría ganar el ya antes mencionado Torneo Clausura 2023, para casi un año después obtener el Campeón de Campeones 2022-23.

### Club Deportivo Guadalajara
Como profesional hace su debut en la primera jornada del Torneo Apertura 2023 siendo suplente y entrando de cambio al minuto 88 por Víctor Guzmán. El partido terminaría 1 - 2 a favor de las Chivas.

## Controversia
El 3 de octubre del 2023 el club informaba que había separado a Alexis Vega, Cristian Calderón y Raúl Martínez. Varios medios informaban que después del partido de la Jornada 10 del Torneo Apertura 2023 en el cual los Diablos Rojos del Toluca empatarían a uno frente a las Chivas, los tres jugadores ya mencionados habrían ingresado mujeres al hotel de concentración del equipo Rojiblanco. Lo que provocaría la separación del plantel a los futbolistas y castigándolos severamente. 

## Palmarés

### Títulos nacionales
| Título                                   | Club    | País   | Año  |
| ---------------------------------------- | ------- | ------ | ---- |
| Liga de Expansión MX                     | Tapatío | México | 2023 |
| Campeón de Campeones (Liga de Expansión) | Tapatío | México | 2023 |